# 元遵
元遵（478年—525年9月16日），字世顺，河南郡洛阳县（今河南省洛阳市东）人，魏道武帝拓跋珪的后裔，淮南僖王元显之子，北魏宗室、官员。

## 生平
元遵以淮南王世子的身份从秘书郎中为起家官，魏宣武帝元恪时期，元遵继承了父亲的淮南王爵位，被任命为前军将军、太子家令，代理西中郎将、幽州刺史，又代理北中郎将、青州刺史，很快转任骁骑将军，外任征虏将军、幽州刺史。元遵性格清静和睦，诚心教化引导，百姓很高兴。魏孝明帝元诩时期，以征虏将军的身份出任荆州刺史，很快加号前将军。北魏和南朝的边境自前代以来互相抢劫掠夺，元遵到荆州后，不允许侵犯骚扰南梁。元遵的弟弟元均当时在荆州担任朝阳戍主，有个南梁戍主的夫人三月三日在沔水旁边游玩，元均就派部曲劫掠她。元遵听说后，责备元均，就将女子送回原来的据点，南梁的人感激他。元遵一开始在汉阳，又有之前的好名声，后来却相当的贪污受贿，浪费边境的储备物资，因此声望有所损伤。正光二年（521年），沔水南部的蛮族首领以及襄阳有民望的人送密信招引元遵，请求献出襄阳归附北魏。元遵上表请求去接应，朝廷商议后听从了他的建议，下诏加授元遵持节、都督荆州及沔南诸军事、平南将军，加散骑常侍，其余官职如故。又派遣洛州刺史伊瓫生，冠军将军、鲁阳郡太守崔模为别将，率领步兵骑兵两万人接受元遵调度。北魏军队行进到汉江，崔模等人都怀疑而不渡河。元遵发怒，用兵器指着他们，崔模才过河。元遵的内应因为谋划泄露，被南梁雍州刺史所杀，南梁修筑城门加固守备。崔模焚烧襄阳城郭，烧死了数万人。这天晚上遇到大风雨雪，崔模等人撤军，士兵冻死了十分之二到十分之三。元遵以及伊瓫生、崔模都获罪免官。元遵后被授任使持节、散骑常侍、都督定州诸军事、平北将军、定州刺史，百姓安定。孝昌元年岁次乙巳八月癸酉朔十四日丙戌（525年9月16日），元遵在定州中山去世，虚岁四十八，魏孝明帝和灵太后为他哀悼，派遣使臣吊念，赐予帛一千匹，赠予使持节、散骑常侍、征西将军、雍州刺史，谥号康王，十一月廿日（525年12月20日），安葬于洛阳西山。2012年3月，洛阳市文物考古研究所在位于邙山310国道以南，道北五路以北、龙翔路以西的后李村发掘了元遵的墓地，其墓志全称《魏故使持节散骑常侍都督雍州诸军事雍州刺史淮南王墓志》。

## 家庭

### 高祖
- 拓跋熙，北魏太尉公、阳平王[1][2]

### 曾祖
- 拓跋他，北魏司徒公[1][2]

### 祖父
- 拓跋吐万，北魏晋阳侯[1][2]

### 父亲
- 元显，北魏淮南僖王[1][2]

### 兄弟
- 元均，北魏散骑常侍、安东将军、安康孝武伯
- 元禹，北魏骠骑将军、左光禄大夫、并州南面大都督、鄄城县伯
- 元菩萨，北魏给事中

### 儿子
- 元敬先，北魏谏议大夫、散骑常侍，兼任主衣都统、淮南王